# O̧
Das O̧ (kleingeschrieben o̧) ist ein Buchstabe des lateinischen Schriftsystems, bestehend aus einem O mit Cedille.
Die Marshallesische Sprache verwendete den Buchstaben früher. In der aktuellen Orthografie wird stattdessen ein Punkt unter den Buchstaben gesetzt (Ọọ).
Dii, Karang und Mundani, Sprachen die hauptsächlich in Kamerun gesprochen werden, verwenden den Buchstaben

## Darstellung auf Computersystemen
Die Zeichen O̧ kann mithilfe von Unicode als U+004F U+0327 und o̧ als U+006F U+0327 kodiert werden.